# Pachycephala albiventris
Pachycephala albiventris là một loài chim trong họ Pachycephalidae.